# Монтарето
Монтарето је насеље у Италији у округу Ла Специја, региону Лигурија.
Према процени из 2011. у насељу је живело 107 становника. Насеље се налази на надморској висини од 289 м.